# 2018 en Chine
Cet article présente les faits marquants de l'année 2018 en Chine.

## Évènements
- 26 juillet : disparition de l'actrice super-star Fan Bingbing.
- 25 septembre : disparition (signalée le 5 octobre) du président d'Interpol Meng Hongwei, aperçu pour la dernière fois au moment de son départ pour la Chine.
- 3 octobre : réapparition de Fan Bingbing, qui était placée en résidence surveillée.
- 8 octobre : Interpol reçoit une lettre de démission de Meng Hongwei.
- 23 octobre : Xi Jinping inaugure le plus long pont maritime du monde, qui relie Hongkong à Macao.